# Port lotniczy Wellington

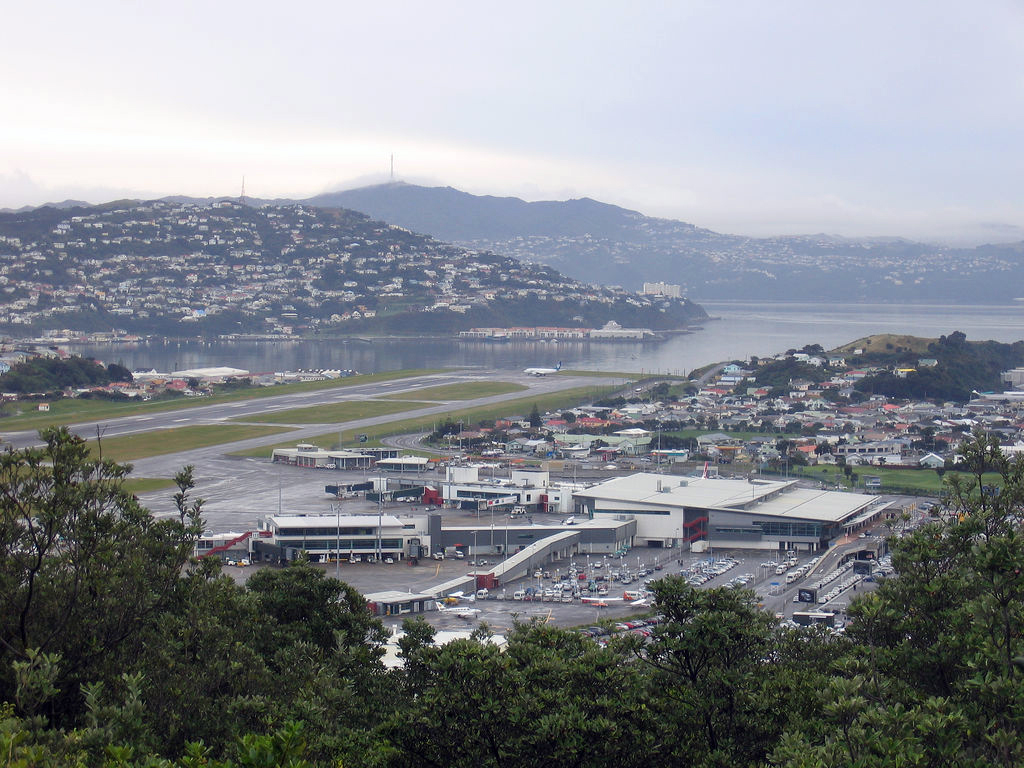
Widok na port

Port lotniczy Wellington (ang.: Wellington International Airport) (IATA: WLG, ICAO: NZWN) – międzynarodowy port lotniczy położony 7 km na południowy wschód od centrum Wellingtonu, stolicy Nowej Zelandii. W 2006 obsłużył około 4,06 mln pasażerów (w ponad 110 000 lotów), co dało 0,89% wzrost w stosunku do 2005 r..
Wellington jest trzecim co do wielkości lotniskiem w Nowej Zelandii (po Auckland i Christchurch), w sumie 5.021.000 pasażerów i 111.000 operacji samolotów w 2008 roku. Lotnisko, oprócz połączenia do wielu miejsc Nowej Zelandii przez przewoźników krajowych i regionalnych, posiada także wiele połączeń do największych miast we wschodniej Australii i Fidżi. Jest także domem dla wielu mniejszych firm lotnictwa ogólnego, w tym Wellington Aero Club, który działa z ogólnego obszaru lotniczego w zachodniej części pasa startowego.
Lotnisko znajduje się na małej 110 ha stronie przesmyku Rongotai, na odcinku niziny między Wellington i Półwyspem Miramar. Działa jeden 1936 metrowy pas z ILS w obu kierunkach, zdolny do obsługi statków powietrznych takich jak Boeing 767-300 oraz Airbus A330-200 (choć największy samolot, który korzysta z pasa startowego Wellington regularnie od 2010 to Airbus A320 i Boeing 737-800). Lotnisko jest otoczone przez obszary mieszkalne i handlowe na wschód i zachód, Port morski Wellington, Cieśniną Cooka na północ i południe odpowiednio.
Wellington ma opinię o szorstkich i burzliwych lądowaniach, nawet w większych samolotów ze względu na ukierunkowanie na Cieśninę Cooka powstają znaczne boczne wiatry oddziałowujące na statek powietrzny podczas podchodzeni na pas 34 (czyli od strony południowej).

## Historia
Rongotai Airport rozpoczął działalność z pasem trawiastym w listopadzie 1929 roku. Lotnisko otwarto w 1935 r., ale zostało zamknięte ze względów bezpieczeństwa w dniu 27 września 1947 r. (powierzchnia trawiasta, często stała się bezużyteczna w miesiącach zimowych). Po zamknięciu, lotnisko Paraparaumu, 35 km na północ od Wellington, był głównym lotniskiem Wellington, i stał się największym lotniskiem w kraju w 1949 roku.

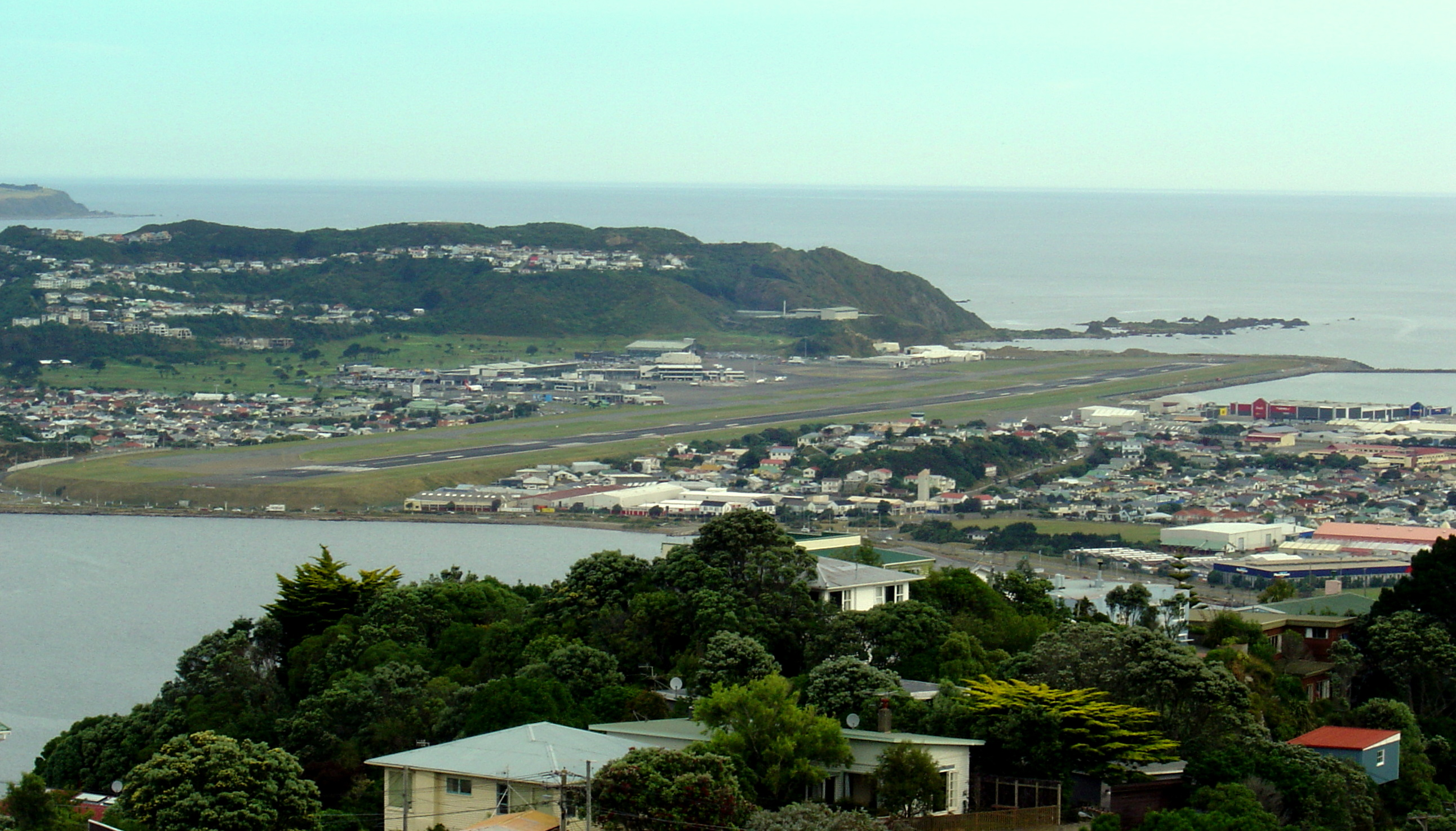
Port lotniczy Wellington widzany z Mt Victoria

Wniosek o przeniesienie terminala od strony wschodniej do miejsca kursu Miramar Golf został podniesiony w 1956 roku. Domy zostały przeniesione by zrobić miejsce dla budowy nowego lotniska Wellington w 1958 roku. Lotnisko oficjalnie zostało wznowione w dniu 25 października 1959 roku, po lobbingu lokalnej Izby Handlowej w miejscu, które było znacznie bliżej do centrum miasta. Lotnisko Paraparaumu uznano za nieprzydatne dla dużych samolotów ze względu na niekorzystne ukształtowanie terenu. Pierwotna długość drogi startowej to 1630 m i została przedłużona do obecnej długości 1936 m na początku lat 70 XX wikeu, do obsługi DC-8.
Oryginalny krajowy terminal został wybudowany jako środek tymczasowy w pofałdowanym żelaznym hangarem, pierwotnie używane do montażu samolotów de Havilland. Modernizacja terminala krajowego, na co przeznaczono 10 mln dolarów, został ogłoszony w 1981 roku, ale do 1983 roku plany zostały odłożone na półkę po podwojeniu się kosztów. Terminal został gruntownie odnowiony w 1986 r. przez Air New Zealand, i Ansett New Zealand wybudowały nowy terminal jako rozszerzenie do międzynarodowego terminala, gdy rozpoczęto konkurencję krajowych usług lotniczych w 1986 roku.
W 1991 roku lotnisko wydało plan poszerzenie drogi kołowania do CAA Code D & E specyfikacji i zdobyć dodatkowe miejsce, które zostały porzucone po protestach mieszkańców. Plan obejmował usunięcie pobliskikgo Miramar Golf Course i wiele nieruchomości mieszkalnych i komercyjnych. Lotnisko zakupiło grunty z pola golfowego Miramar w 1994 roku za miejsce parkingowe.
Nie dalej jak w 1992 roku, kilka alternatywnych miejsc dla lotniska Wellington zostały uznane - Te Horo, Paraparaumu, Mana Island, Ohariu Valley, Horokiwi, Wairarapa i Pencarrow, ale zapadła decyzja o modernizacji istniejącego obiektu w Rongotai. Główny nowy terminal został ukończony w 1999 roku oraz zintegrowany z międzynarodowym terminalem, który został zbudowany jako nieudany pierwszy etap całego nowego terminalu w 1977 roku, oraz 90 m strefę bezpieczeństwa na południowym końcu pasa startowego została zbudowana w celu do przestrzegania przepisów bezpieczeństwa ICAO. Podobna strefy została wprowadzona na pasie startowym na północnym krańcu.

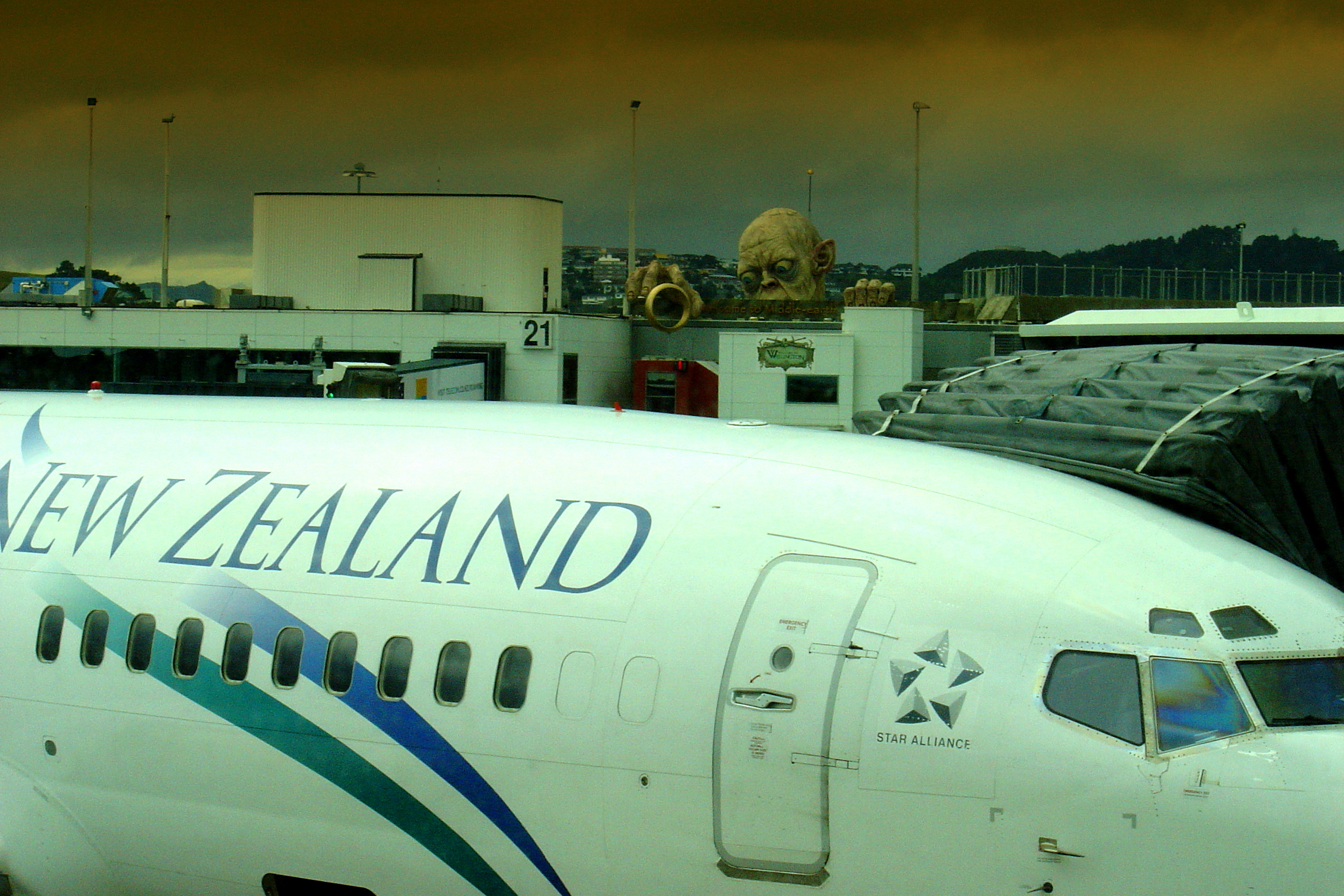
Figura Golluma

Od 1998 roku lotnisko zostało w dwóch trzecich prywatną własnością Infratil, z pozostałej jednej trzeciej posiadanych przez Wellington City Council.
Pod koniec 2003 roku na lotnisku zainstalowano duża figurę Golluma na terminalu w celu promowania światowej premiery filmu Władca Pierścieni: Powrót króla.

## Terminal i pirsy
Wellington Airport obsługuje jeden terminal na wschód od lotniska, z trzema pirsami: południowym, południowo-zachodnim i północno-zachodnim. Terminal i pirsy mają łączną powierzchnię 32.300 m².
W głównym budynku terminala znajduje się wspólna strefa check-in na pierwszym piętrze i wspólny obszar odbioru bagażu na parterze. Oba łączą się z dużą powierzchnią handlową na parterze, z widokiem na pas startowy. Główny terminal ma trzy bramy, 18-20, które obsługują małe tłokowe i turbośmigłowe samoloty.
Pirs Południowy zawiera sześć bramek (4-9), które obsługują samoloty regionalne i samoloty turbośmigłowe Air New Zealand Link. Pirs południowo-zachodni zawiera osiem bramek (10-17) i jest używany przez Air New Zealand w połączeniach krajowych; bramy 10, 11, 16 i 17 to bramki z rękawami używanymi przez samoloty Boeing 737-300. Pirs północno-zachodni zawiera 13 bramek (21-28, w tym 26a - 26f). Bramki 21 do 24 są używane przez JetStar i Pacific Blue na trasach krajowych. Bramki 25 do 28 służą wszystkim lotom międzynarodowym.

## Linie lotnicze i połączenia

### Międzynarodowe
- Air New Zealand (Brisbane [do 31 października], Melbourne, Nadi [sezonowo], Sydney)
  - Freedom Air (Gold Coast [od 30 marca 2008])
- Qantas
  - Qantas obsługiwane przez JetConnect (Melbourne, Sydney)
- Virgin Blue
  - Pacific Blue Airlines (Brisbane, Sydney [do 31 października])

### Krajowe
- air2there (Blenheim, Paraparaumu)
- Air Chathams (Chatham Islands - Tuuta)
- Air New Zealand (Auckland, Christchurch, Dunedin)
  - Air New Zealand obsługiwane przez Air Nelson (Blenheim, Hamilton, Invercargill, Napier, Nelson, New Plymouth, Rotorua, Tauranga)
  - Air New Zealand obsługiwane przez Eagle Airways (Blenheim, Gisborne, Nelson, Palmerston North, Taupo, Timaru, Wanganui, Westport, Whakatane, Whangarei)
  - Air New Zealand obsługiwane przez Mount Cook Airline (Christchurch, Dunedin, Hamilton, Queenstown)
- Golden Bay Air (Takaka) [sezonowo]
- Jetstar Airways (Auckland, Christchurch, Queenstown [od 22 grudnia])
- Sounds Air (Blenheim, Kaikoura, Nelson, Picton)
- Vincent Aviation (Greymouth, Wanaka, Blenheim, Kaikoura, Nelson, Picton, Napier, Taupo, Keri Keri, Auckland)